# Список председателей Сейма Литовской Республики
Председатель Сейма Литовской Республики (лит. Seimo Pirmininkas) — глава Сейма Литовской Республики. Избирается на первой (после выборов) сессии Сейма тайным голосованием большинством голосов на весь срок полномочий Сейма.
Согласно Конституции, он является вторым государственным служащим страны, первым — Президент Литовской Республики, третьим — премьер-министр.
| № П/П                                                             | Председатель Сейма             | Начало полномочий | Окончание полномочий | Примечания |
| ----------------------------------------------------------------- | ------------------------------ | ----------------- | -------------------- | --- |
| Первая республика (1919—1940)                                     |                                |                   |                      | |
| 1                                                                 | Александрас Стульгинскис       | 15 мая 1920       | 6 октября 1922       | председатель Учредительного Сейма |
| 2                                                                 | Ляонас Бистрас                 | 13 ноября 1922    | 12 марта 1923        | |
| 3                                                                 | Антанас Туменас                | 5 июня 1923       | 29 июля 1923         | |
| 4                                                                 | Йонас Стаугайтис               | 10 августа 1923   | 27 января 1925       | |
| 5                                                                 | Ляонас Бистрас                 | 27 января 1925    | 25 сентября 1925     | |
| 6                                                                 | Витаутас Пятрулис              | 25 сентября 1925  | 2 июня 1926          | |
| 7                                                                 | Йонас Стаугайтис               | 2 июня 1926       | 17 декабря 1926      | |
| 8                                                                 | Александрас Стульгинскис       | 19 декабря 1926   | 12 апреля 1927       | Сейм распущен президентом Антанасом Сметоной |
| 9                                                                 | Константинас Шакянис           | 1 сентября 1936   | 27 июня 1940         | |
| 10                                                                | Людас Адамаускас               | 21 июля 1940      | 25 августа 1940      | Председатель Народного Сейма |
| С 1940 по 1990 годы Литва в составе СССР (Литовская ССР)          |                                |                   |                      | |
| Председатели Верховного Совета Литовской ССР                      |                                |                   |                      | |
|                                                                   | Болесловас Баранаускас         | 25 августа 1940   | 1951                 | в период 1941–1944 находился в РСФСР |
|                                                                   | Феликсас Беляускас             | 1951              | 1955                 | |
|                                                                   | Владас Нюнка                   | 1955              | 18 апреля 1963       | |
|                                                                   | Антанас Баркаускас             | 18 апреля 1963    | 24 декабря 1975      | |
|                                                                   | Рингаудас Сонга́йла             | 24 декабря 1975   | 16 января 1981       | |
|                                                                   | Лёнгинас Шепетис               | июнь 1981         | 10 марта 1990        | |
| Председатели Президиума Верховного Совета Литовской ССР           |                                |                   |                      | |
|                                                                   | Юстас Палецкис                 | 25 августа 1940   | 14 апреля 1967       | в период 1941–1944 находился в РСФСР |
|                                                                   | Мотеюс Шумаускас               | 14 апреля 1967    | 24 декабря 1975      | |
|                                                                   | Антанас Баркаускас             | 24 декабря 1975   | 18 ноября 1985       | |
|                                                                   | Рингаудас-Бронисловас Сонгайла | 18 ноября 1985    | 7 декабря 1987       | |
|                                                                   | Витаутас Астраускас            | 7 декабря 1987    | 15 января 1990       | |
|                                                                   | Альгирдас Миколас Бразаускас   | 15 января 1990    | 11 марта 1990        | |
|                                                                   | Витаутас Ландсбергис           | 11 марта 1990     | 11 марта 1990        | После принятия Верховным Советом Литовской ССР декларации о восстановлении независимости Литвы Верховный Совет Литовской ССР стал Верховным Советом Литовской Республики |
| Председатель Верховного Совета Литовской Республики (1990 — 1992) |                                |                   |                      | |
|                                                                   | Витаутас Ландсбергис           | 11 марта 1990     | 7 июля 1992          | 7 июля 1992 Верховный Совет переименован в «Восстановительный Сейм» |
| Председатели Сейма Литовской Республики (1992 — н.в.)             |                                |                   |                      | |
| 11                                                                | Витаутас Ландсбергис           | 7 июля 1992       | 22 ноября 1992       | Председатель «Восстановительного Сейма» |
| 12                                                                | Альгирдас Бразаускас           | 25 ноября 1992    | 25 ноября 1992       | С принятием новой конституции автоматически стал Исполняющим Обязанности Президента Литовской Республики                                                                 |
|                                                                   | Чесловас Юршенас               | 25 ноября 1992    | 25 февраля 1993      | Исполнял обязанности |
| 13                                                                | Чесловас Юршенас               | 26 февраля 1993   | 26 ноября 1996       | |
| 14                                                                | Витаутас Ландсбергис           | 26 ноября 1996    | 18 октября 2000      | |
| 15                                                                | Артурас Паулаускас             | 19 октября 2000   | 6 апреля 2004        | |
|                                                                   | Чесловас Юршенас               | 20 апреля 2004    | 11 июля 2004         | Исполнял обязанности |
| 16                                                                | Артурас Паулаускас             | 12 июля 2004      | 14 ноября 2004       | |
| 17                                                                | Викторас Мунтянас              | 13 апреля 2006    | 31 марта 2008        | |
| 18                                                                | Чесловас Юршенас               | 1 апреля 2008     | 17 ноября 2008       | |
| 19                                                                | Арунас Валинскас               | 17 ноября 2008    | 15 сентября 2009     | |
| 20                                                                | Ирена Дегутене                 | 17 сентября 2009  | 16 ноября 2012       | |
| 21                                                                | Видас Гедвилас                 | 16 ноября 2012    | 3 октября 2013       | |
| 22                                                                | Лорета Граужинене              | 3 октября 2013    | 14 ноября 2016       | |
| 23                                                                | Викторас Пранцкетис            | 14 ноября 2016    | 13 ноября 2020       | |
| 24                                                                | Виктория Чмилите-Нильсен       | 13 ноября 2020    | 14 ноября 2024       | |
| 25                                                                | Саулюс Сквернялис              | 14 ноября 2024    |                      | |